# کوزیمو موچی
کوزیمو موچی (انگلیسی: Cosimo Muci; ۱۴ مهٔ ۱۹۲۰ – ۱ فوریهٔ ۱۹۹۲) بازیکن فوتبال اهل ایتالیا بود.
از باشگاه‌هایی که در آن بازی کرده‌است می‌توان به باشگاه فوتبال اینتر میلان، باشگاه فوتبال نووارا، باشگاه فوتبال ویچنزا، و باشگاه فوتبال ارورا پرو پاتریا ۱۹۱۹ اشاره کرد.